# Аррё
Аррё (фр. Arreux) — коммуна во Франции, находится в регионе Шампань — Арденны. Департамент — Арденны. Входит в состав кантона Ранве. Округ коммуны — Шарлевиль-Мезьер.
Код INSEE коммуны — 08022.
Коммуна расположена приблизительно в 200 км к северо-востоку от Парижа, в 100 км севернее Шалон-ан-Шампани, в 8 км к северо-западу от Шарлевиль-Мезьера.

## Население
Население коммуны на 2008 год составляло 364 человека.
| 1962 | 1968 | 1975 | 1982 | 1990 | 1999 | 2008 |
| ---- | ---- | ---- | ---- | ---- | ---- | ---- |
| 193  | 199  | 195  | 256  | 297  | 320  | 364  |

## Администрация
| Период | Период | Фамилия               | Партия | Должность |
| ------ | ------ | --------------------- | ------ | --------- |
| 1965   | 1972   | Луи Савари-де-Борегар |        |           |
| 1972   | 1983   | Робер Ремакли         |        |           |
| 1983   | 2001   | Ив До                 |        |           |
| 2001   |        | Робер Колсон          |        |           |

## Экономика
В 2007 году среди 253 человек в трудоспособном возрасте (15—64 лет) 186 были экономически активными, 67 — неактивными (показатель активности — 73,5 %, в 1999 году было 72,0 %). Из 186 активных работали 178 человек (95 мужчин и 83 женщины), безработных было 8 (5 мужчин и 3 женщины). Среди 67 неактивных 25 человек были учениками или студентами, 22 — пенсионерами, 20 были неактивными по другим причинам.

## Фотогалерея

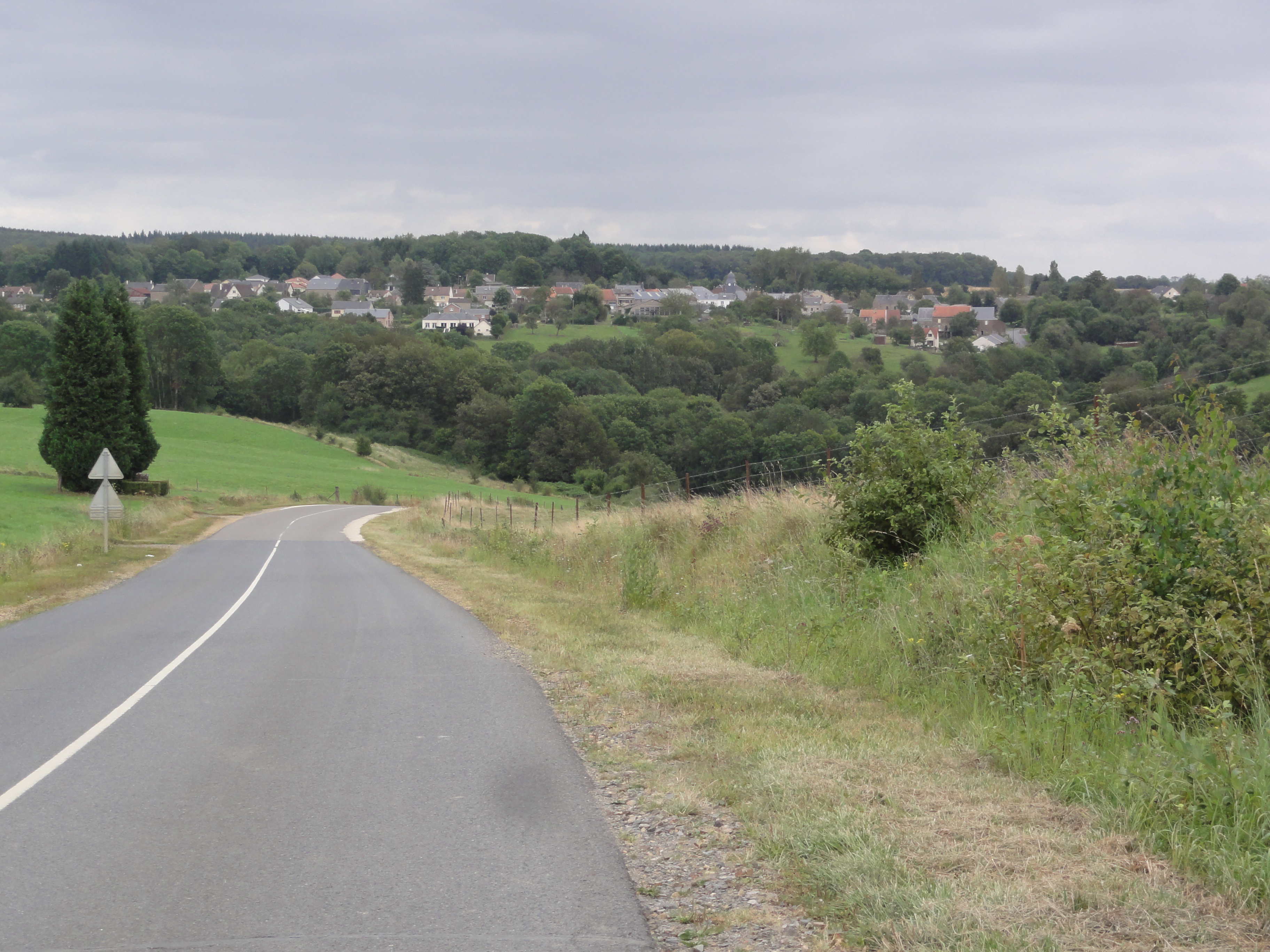
Аррё
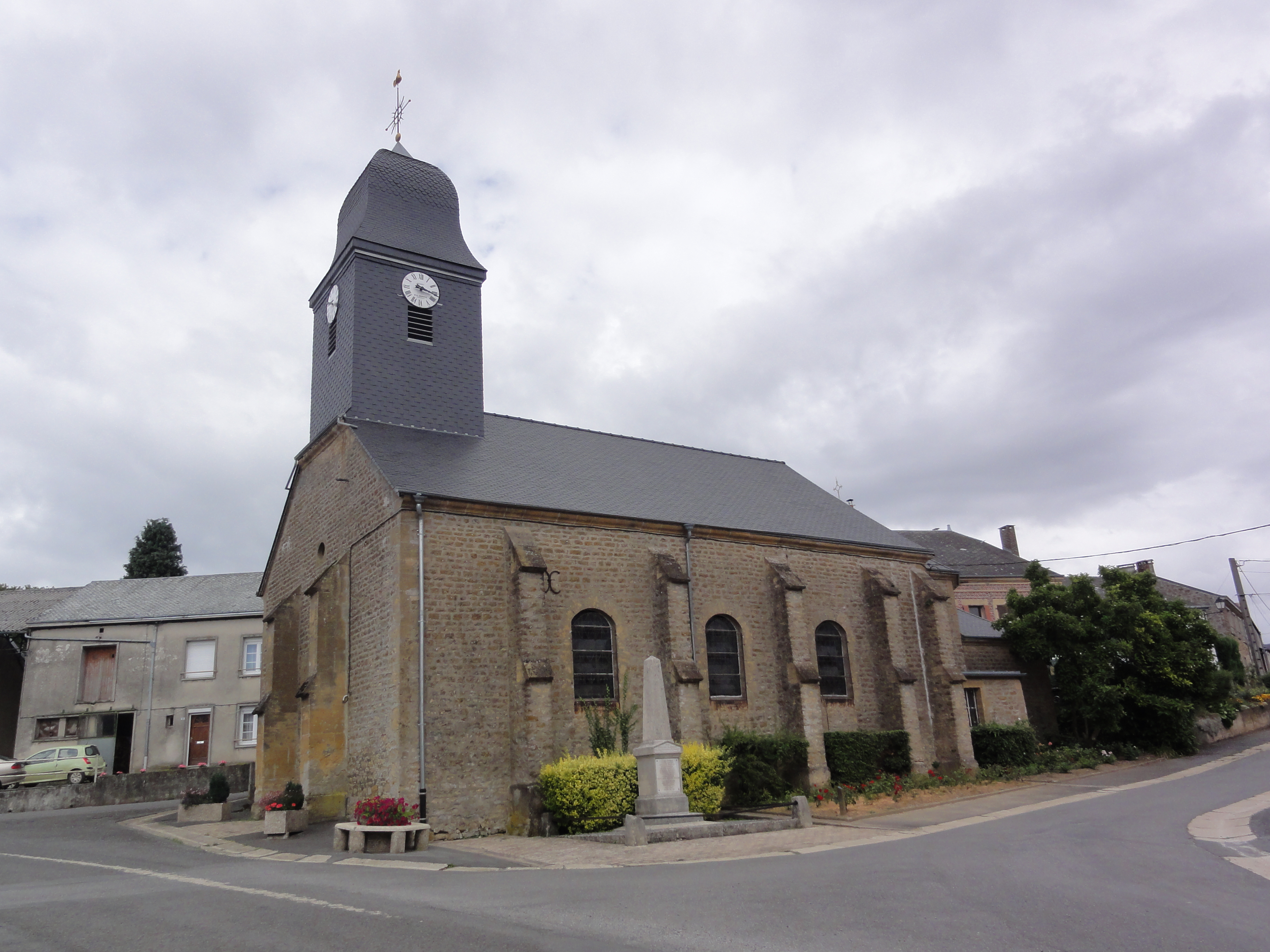
Церковь Сен-Ламбер
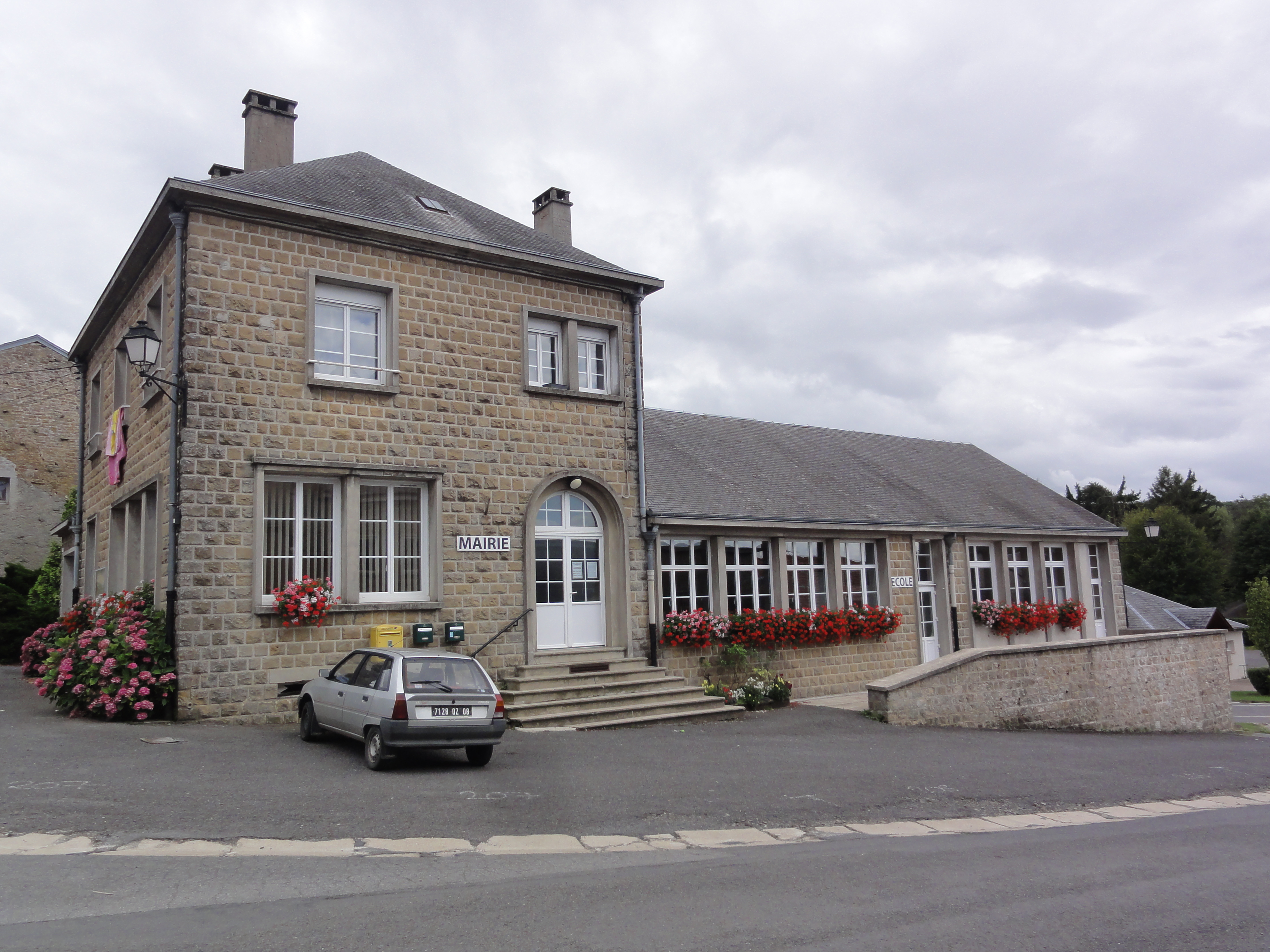
Мэрия
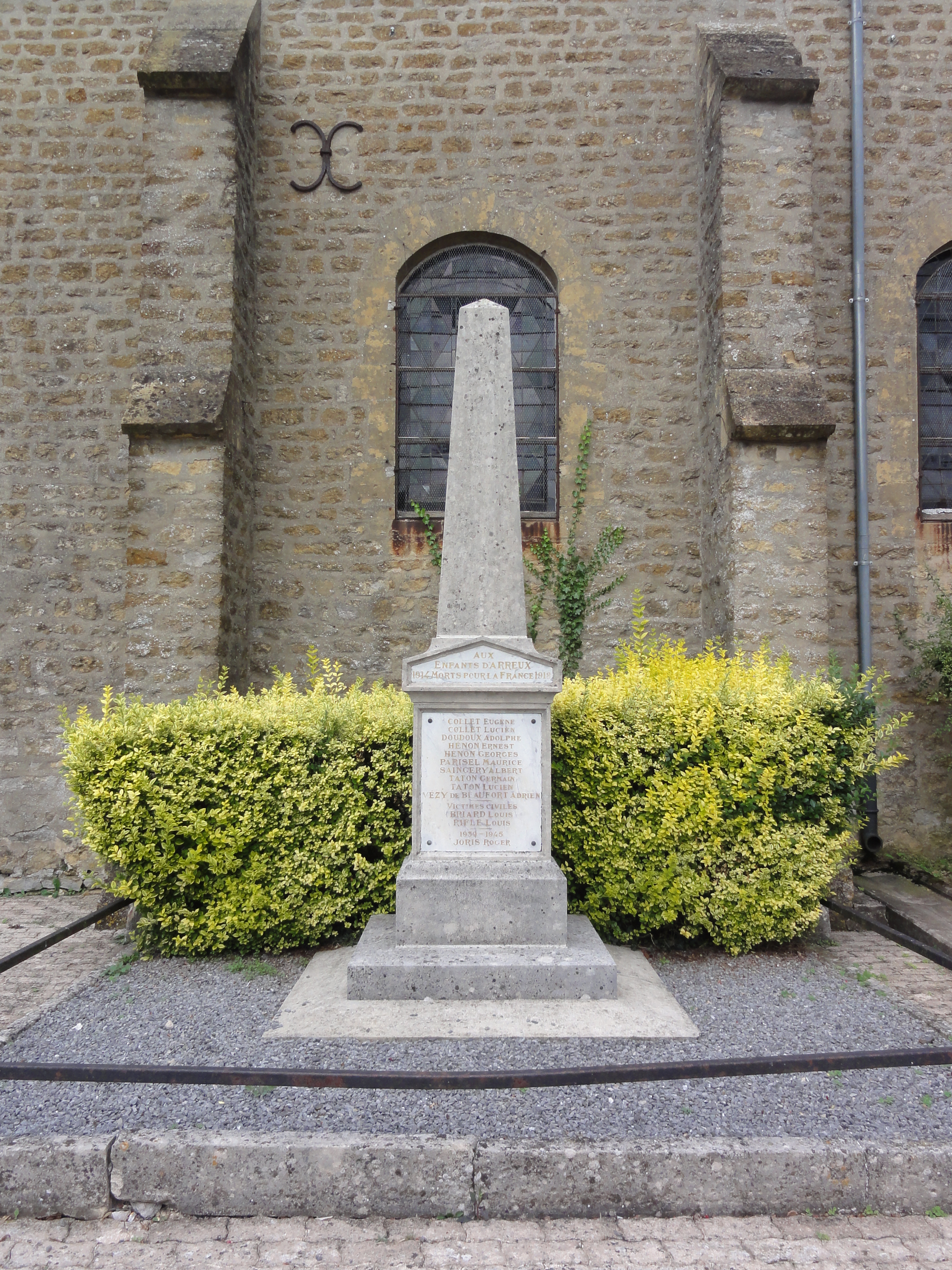
Памятник погибшим в Первой и Второй мировых войнах